# Associazione Calcio Tuttocuoio 1957 San Miniato
L'Associazione Calcio Tuttocuoio 1957 San Miniato S.S.D., meglio noto come Tuttocuoio, è una società calcistica italiana con sede a Ponte a Egola, frazione di San Miniato.
Milita in Serie D, la quarta divisione del campionato italiano.
Fondata nel 1957 e nota col summenzionato nome dal 1960, ha militato per oltre cinque decenni nei campionati dilettantistici (raccogliendo quale massimo successo una vittoria di Coppa Italia Dilettanti), partecipando per la prima volta alle leghe professionistiche nel 2013 dopo aver vinto il proprio girone di Serie D.

## Storia
Il calcio a Ponte a Egola cominciò a essere praticato già dagli anni trenta, tuttavia la fondazione della società risale al 1957, quando si affiliò per la prima volta alla FIGC, con il nome di Unione Sportiva Ponte a Egola, partendo dalla Seconda Divisione. Già nel 1960 cambiò denominazione in Associazione Sportiva Tuttocuoio, in riferimento alla tipica attività produttiva della cittadina.
A partire dal 2008 la squadra, affidata al tecnico Massimiliano Alvini, inanellò nel giro di alcuni anni una serie di successi che la portano dal campionato di Promozione regionale fino al professionismo.
Nel 2008-2009, al primo anno con Alvini in panchina, il Tuttocuoio conquistò la promozione in Eccellenza. Analogamente coronata da successo fu l'annata 2009-2010, nella quale il Tuttocuoio vinse il proprio girone di Eccellenza Toscana, la Coppa Italia Dilettanti regionale a danno della Pistoiese (battuta per 2-1 a Ponte a Egola e per 3-2 a Pistoia) e infine la Coppa Italia Dilettanti nazionale, superando nei turni a eliminazione diretta Senio Alfonsine, Voluntas Spoleto e Bolzano, per poi sconfiggere in finale la Capriatese per 3-1 allo stadio Casal del Marmo di Roma. Al termine della stagione i neroverdi vennero promossi per la prima volta in Serie D.
Nel quinto livello del campionato italiano i ponteaegolesi centrarono due salvezze consecutive piazzandosi all'undicesimo posto nel 2010-2011 e al decimo nel 2011-2012. Nell'estate del 2012 la squadra rischiò di non iscriversi al campionato ma la crisi rientrò nel giro di qualche settimana grazie anche a una sottoscrizione popolare tra gli abitanti della cittadina. Nel 2012-2013, al terzo anno in Serie D, il Tuttocuoio si impose in campionato sin dalle battute iniziali. I neroverdi conquistarono la testa della classifica per la prima volta già in novembre, superano la concorrenza illustre di Massese, Real SPAL, Pistoiese, Lucchese e Atletico BP Pro Piacenza e il 28 aprile 2013 vinsero il campionato con un turno d'anticipo conquistando per la prima volta l'approdo nel calcio professionistico. Negli spareggi per l'assegnazione del titolo di campione d'Italia di Serie D, i neroverdi vinsero il primo triangolare, superando Sambenedettese e Castel Rigone, ma vennero sconfitti in semifinale dal Delta Porto Tolle.
Nel 2013 cambiò denominazione diventando Associazione Calcio Tuttocuoio 1957 San Miniato.
Il 6 ottobre successivo, dopo quattro pareggi e una sconfitta, vinse la sua prima partita in un campionato professionistico superando in trasferta la Vigor Lamezia per 2-1. Chiuse la stagione regolare in decima posizione qualificandosi per i play-out, dove eliminò Aversa Normanna e Arzanese, guadagnandosi così l'ammissione alla terza serie.
Dopo la stagione 2014-2015, conclusa dalla squadra neroverde all'ottavo posto (miglior risultato mai raggiunto dal club), il 9 maggio 2015, al termine della partita persa 1-2 contro il San Marino, lo storico allenatore Massimiliano Alvini lasciò la panchina, chiudendo così un ciclo durato sette anni. Nel successivo campionato 2015-2016 la guida tecnica della squadra fu affidata a Cristiano Lucarelli; dopo un buon inizio di campionato, in primavera i risultati iniziarono a peggiorare e la squadra si avvicinò alla zona play-out: il 26 aprile 2016 Lucarelli venne esonerato e sostituito con Luca Fiasconi, che condusse la squadra alla salvezza, chiudendo il campionato al decimo posto. Nella stagione 2016-2017 venne esonerato l'allenatore Fiasconi e al suo posto la società chiamò Alessio De Petrillo con cui il Tuttocuoio si piazzò in diciottesima posizione e dopo aver perso i play-out retrocesse in Serie D.

## Colori e simboli

### Colori
I colori sociali del Tuttocuoio sono il nero e il verde.

### Simboli ufficiali

#### Stemma
Simbolo del club è una lepre, raffigurata nello stemma societario (che a sua volta riprende quello di un'antica conceria del territorio di Ponte a Egola) nell'atto di saltare sopra un ponte che attraversa il fiume Egola.

Stemma utilizzato sotto la denominazione A.S.D. Tuttocuoio
Versione alternativa dello stemma

## Strutture

### Stadio
Il terreno delle gare interne del Tuttocuoio è lo stadio Leporaia di Ponte a Egola, dotato di una tribuna coperta centrale e in grado di ospitare 457 spettatori.
Dopo la promozione in Lega Pro Seconda Divisione, avvenuta nel 2013, stante l'inadeguatezza del Leporaia ai criteri della quarta lega, la squadra adottò come campo interno il più capiente stadio Libero Masini di Santa Croce sull'Arno. Dal 2014 al 2017 il Tuttocuoio giocò le gare casalinghe allo stadio Ettore Mannucci di Pontedera.

### Centro di allenamento
Il Tuttocuoio svolge le proprie sedute di allenamento allo stadio Leporaia.

## Società

### Sponsor
- ?-2013 Nike
- 2013-2016 Sportika
- 2016- Joma

## Allenatori e presidenti
| Allenatori - 1957-1984 ... - 1984-1985 Frassi - 1985-1986 Bruschini - 1986-1987 Bechelli (1ª-?ª) Bergamo (?ª-?ª) - 1987-1990 Paolo Clerici - 1990-1991 Mariani - 1991-1992 Del Cesta - 1992-1993 Mauro Saccoccio (1ª-?ª) Sciuto (?ª-?ª) - 1993-1994 Paolo Clerici (1ª-?ª) Maurizio Hemmy (?ª-?ª) - 1994-1996 Maurizio Hemmy - 1996-1997 Noccioli (1ª-?ª) Stefano Micheli (?ª-?ª) - 1997-1999 Stefano Micheli - 1999-2000 Maurizio Scotto (1ª-22ª) Maurizio Hemmy (23ª-30ª) - 2000-2001 Luca Della Scala - 2001-2003 Gabriele Lazzerini - 2003-2004 Mario Cioni (1ª-8ª) Gabriele Lazzerini (9ª-34ª e play-out) - 2004-2005 Giovanni Cappelletti (1ª-12ª) Stefano Meucci (13ª-30ª e play-out) - 2005-2006 Gianni Lami - 2006-2007 Nicheletti (1ª-10ª) Maurizio Hemmy (11ª-30ª e spareggio) - 2007-2008 Stefano Micheli (1ª-27ª) Tognetti (28ª-30ª) - 2008-2015 Massimiliano Alvini - 2015-2016 Cristiano Lucarelli (1ª-32ª) Luca Fiasconi (33ª-34ª) - 2016-2017 Luca Fiasconi (1ª-37ª) Alessio De Petrillo (38ª e play-out) - 2017-2018 Davide Mezzanotti - 2018-2019 Simone Masini (1ª-22ª) Nico Scardigli (23ª-38ª) - 2019-2020 Nico Scardigli (1ª-6ª) Pietro Infantino (7ª-17ª) Fabrizio Tazzioli (18ª-26ª) - 2020-2021 Maurizio Ridolfi (1ª) Andrea Cipolli (2ª) - 2021-2022 Riccardo Marmugi - 2022-2023 Fabrizio Tazzioli (1ª-10ª) Francesco Tavano (11ª-30ª e play-out) - 2023-2024 Francesco Tavano (1ª-10ª) Nicola Sena (11ª-25ª) Aldo Firicano (26ª-30ª) - 2024- Aldo Firicano | Presidenti - 1957-1997 ... - 1997-2006 Antonio Gozzi - 2006-2008 Alessandro Nacci - 2008-2010 Francesco Banchelli - 2010-2017 Andrea Dolfi - 2017- Paola Coia |

## Calciatori

### Capitani
- ... (1957-2013)
- Corrado Colombo (2013-2015)
- Roberto Falivena (2015-2017)
- Davide Bertolucci (2017-2021)
- Lorenzo Fino (2021-)

## Palmarès

### Competizioni nazionali
- Coppa Italia Dilettanti: 1

2009-2010

### Competizioni interregionali
- Serie D: 1

2012-2013 (girone D)

### Competizioni regionali
- Eccellenza: 2

2009-2010 (girone A), 2023-2024 (girone A)
- Promozione: 1

2008-2009 (girone C)
- Prima Categoria: 1

1969-1970 (girone C)
- Seconda Categoria: 1

1964-1965 (girone D)
- Coppa Italia Dilettanti Toscana: 1

2009-2010

## Statistiche e record

### Partecipazione ai campionati
| Livello | Categoria                  | Partecipazioni | Debutto   | Ultima stagione | Totale |
| ------- | -------------------------- | -------------- | --------- | --------------- | ------ |
| 3º      | Lega Pro                   | 3              | 2014-2015 | 2016-2017       | 3      |
| 4º      | Lega Pro Seconda Divisione | 1              | 2013-2014 | 2013-2014       | 6      |
| 4º      | Serie D                    | 5              | 2017-2018 | 2025-2026       | 6      |
| 5º      | Serie D                    | 3              | 2010-2011 | 2012-2013       | 3      |

### Partecipazione alle coppe
| Competizione            | Partecipazioni | Debutto   | Ultima stagione | Totale |
| ----------------------- | -------------- | --------- | --------------- | ------ |
| Coppa Italia            | 2              | 2015-2016 | 2016-2017       | 2      |
| Coppa Italia Lega Pro   | 4              | 2013-2014 | 2016-2017       | 4      |
| Coppa Italia Serie D    | 8              | 2010-2011 | 2025-2026       | 8      |
| Poule Scudetto          | 1              | 2012-2013 | 2012-2013       | 1      |
| Coppa Italia Dilettanti | 6              | 1969-1970 | 2009-2010       | 6      |